# 白羽優理
白羽ゆり（1978年12月28日—），日本女演員，前寶塚歌劇團星組 雪組主演娘役。出生於福島縣福島市。身高162公分，血型A型。愛稱 となみ。

## 簡介
- 1996年，進入寶塚音樂學校，為第84期生，同期有前雪組主演男役音月桂、前星組主演娘役遠野あすか、前星組主演男役北翔海莉。
- 1998年，寶塚歌劇團入團，初舞台為宙組公演『エクスカリバー/シトラスの風』，之後配屬於月組。
- 2001年，組替至雪組。
- 2005年，組替至星組。同年8月15日，接替退團的檀麗，就任星組主演娘役，擔任湖月わたる的相手役。披露目為全國巡演『凡爾賽玫瑰(ベルサイユのばら)／ソウル・オブ・シバ!!』，飾演瑪麗王后一角，並於韓國公演時再次飾演此角色。
- 2006年，湖月わたる退團後再次組替至雪組，擔任水夏希的相手役。
- 2009年5月31日，於東京寶塚劇場公演『風の錦絵／ZORRO 仮面のメサイア』千秋樂退團。

## 外部連結
- 白羽ゆり Official Blog （页面存档备份，存于）
- 白羽優理的Instagram帳戶
- 東京都會電視台網站白羽ゆり簡介TAKARAZUKA ～Cafe Break～今週のゲスト白羽 ゆり，存档于Archive.today（存檔日期 20250423）